# Wilaya de Djelfa
 (août 2011).
Si vous disposez d'ouvrages ou d'articles de référence ou si vous connaissez des sites web de qualité traitant du thème abordé ici, merci de compléter l'article en donnant les références utiles à sa vérifiabilité et en les liant à la section « Notes et références ».
La wilaya de Djelfa (/dʒɛl.fa/  ; en arabe : ولاية الجلفة) est une wilaya algérienne située dans les hauts-plateaux, à 300 km au Sud d'Alger.
Elle s'étale sur les vastes plaines steppiques au Nord et au Sud de l'Atlas Saharien. Ses limites sont; au nord les wilayas de Tissemsilt et Médéa ; à l'est, les wilayas de M'Sila et Ouled Djelal ; à l'ouest les wilayas de Laghouat et Tiaret ; et au Sud les wilayas de Ouargla et Ghardaïa.
La wilaya se compose de 12 daïras et 36 communes. Elle est connue pour la qualité de son mouton et les vastes espaces d'alfa.

## Géographie
Vaste de 32 256,35 km2, son climat continental est marqué par des hivers froids  et des étés secs et chauds. Néanmoins, les paysages et les reliefs y sont relativement variés. Les forêts y occupent notamment 8 % du territoire. C'est un département à vocation pastorale ; la steppe y domine et le cheptel ovin est le plus important du pays (certains l'estiment à plus de 4 millions de têtes). Le marché de Djelfa est l'un des principaux marchés ovins d'Algérie.
|                  | Médéa, Tissemsilt |                |
| Tiaret, Laghouat | wilaya de Djelfa  | M'Sila, Biskra |
|                  | Ghardaia, Ouargla |                |

### Relief
Assurant la transition entre le Nord et le Sud de l'Algérie, la Wilaya de Djelfa se caractérise par 4 zones inhomogènes qui succèdent au piémont de l'Atlas tellien. La plaine de Ain Oussera, zone plane de 500 000 ha, dont l'altitude va de 650 à 850 m précède la dépression des chotts, Zahrez Gharbi et Zahrez Chergui. Puis la chaîne montagneuse des Ouled Naïl orientée Sud-Ouest - Nord-Est dont les principaux monts sont les djebel Senalba, djebel Zerga et djebel Azreg, avec des plaines dont les plus importantes sont celles de Maâlba et Ain Mouilah. Enfin au Sud le plateau désertique appelé aussi "plateau saharien" qui plonge dans la dépression formée par l'oued Djeddi considéré comme la limite naturelle du Sahara.
Le point culminant du département est situé à l'Est de Benyagoub dans la daïra de Charef avec une altitude de 1 613 m et le plus bas 150 m à l'extrême Sud de la wilaya.

### Hydrologie
Hydrologie de type endoréique sauf dans l'extrême Nord du département avec les oueds Ourak et Touil. Il existe trois grandes nappes, Aïn Oussera, Djelfa et Zahrez. A Djelfa le débit moyen est de 400 hm3 par an.

### Climatologie
La Wilaya de Djelfa jouit d'un climat semi-aride caractérisé par des hivers froids et rigoureux et des étés chauds et secs.
L'amplitude thermique est élevée. Le département reçoit en moyenne 350 mm d'eau de pluie par an mais de façon irrégulière du Nord au Sud; plus élevées dans les régions agricoles de Ain Oussera et Hassi Bahbah que dans le plateau saharien du Sud de la wilaya. L'enneigement est de 4 à 13 jours en moyenne.
Les vents sont caractérisés par leur intensité et leur fréquence. D'orientation Nord-Est et Sud-Est d'origine océanique et nordique. À noter la fréquence des siroccos d'origine désertique dont la durée varie de 20 à 30 jours par an.

## Démographie
La population de la wilaya est de 1 491 370 habitants, concentrés pour l'essentiel dans les villes de Djelfa, Ain Oussera, Messaad, El-Idrissia et Hassi Bahbah. Elle est la quatrième wilaya en importance de population. De plus elle figure parmi les wilayas algériennes ayant un taux de croissance démographique élevé.

## Histoire
Djelfa a accédé au rang de département (wilaya) depuis 1974. Sa population est arabophone, notamment issus des tribus Ouled Naïl. Elle a connu un accroissement considérable de population, notamment après les années 1960.
Djelfa recèle quelques traces d'un patrimoine historique romain, berbère et arabe.

## Organisation de la wilaya

### Walis
Le poste de wali de la wilaya de Djelfa a été occupé par plusieurs personnalités politiques nationales depuis sa création le 2 juillet 1974 par l'ordonnance no 74-69 qui réorganise le territoire algérien en portant le nombre de wilayas de quinze à trente et une.
| N° | Wali                        | Début              | Fin               |
| -- | --------------------------- | ------------------ | ----------------- |
| 1  | Mohamed Zidani              | 17 septembre 1974  | 31 août 1978      |
| 2  | Abdelwahab Guedmani         | 1er septembre 1978 | 31 mai 1979       |
| 3  | Abderrahmane Meziane Chérif |                    | 30 novembre 1980  |
| 4  | Abdelghani Zouani           | 1er décembre 1980  | 31 août 1985      |
| 5  | Elyès Messaoud Nacer        | 31 août 1985       | 26 juillet 1989   |
| 6  | Ahmed Hakimi                | 26 juillet 1989    |                   |
| 7  | Abdelkader Marouf           | 21 août 1991       | 30 juin 1994      |
| 8  | Abdelhafid Saïdi            | 30 juin 1994       | 22 août 1999      |
| 9  | Mohamed Baahmed             | 22 août 1999       | 13 août 2000      |
| 10 | Mohamed Kébir Addou         | 13 août 2000       | 17 août 2004      |
| 11 | Ahmed Touhami Hammou        | 17 août 2004       | 30 septembre 2010 |
| 12 | Aboubekr Seddiq Bousetta    | 30 septembre 2010  | 24 octobre 2013   |
| 13 | Abdelkader Djellaoui        | 24 octobre 2013    | 2015              |
| 14 | Saad Akoudjil               | 2017               | 13 juillet 2017   |
| 15 | Guenfaf Hamena              | 16 juillet 2017    | 29 septembre 2018 |
| 16 | Dif Taoufik                 | 1er octobre 2018   | 25 janvier 2020   |
| 17 | Mohamed Benamar             | 25 janvier 2020    | 31 août 2020      |
| 18 | Doumi Djilali.              | 31 août 2020       | 25 août 2021      |
| 19 | Ammar Ali Bensaad.          | 25 août 2021       | 5 novembre 2024   |
| 20 | Djahid Mous                 | 5 novembre 2024    | en cours          |

### Daïras
La wilaya de Djelfa compte 12 daïras :

### Communes
La wilaya de Djelfa compte 36 communes :

## Ressources hydriques

### Barrages
Cette wilaya comprend les barrages suivants:
- Barrage de Aïn Maâbed.
- Barrage de Charef.
- Barrage de Oum Eddhrou[11].

Ces barrages font partie des 65 barrages opérationnels en Algérie alors que 30 autres sont en cours de réalisation en 2015.

## Institut national de recherche forestière
Cette wilaya abrite une station de recherche et d'expérimentation rattachée à l'Institut national de recherche forestière.

## Barrage vert
Cette wilaya a été comprise dans la ceinture forestière du barrage vert initié en 1970.

## Santé
- Hôpital de Djelfa.
- Hôpital de Aïn Oussara.
- Hôpital de Messaad.
- Hôpital de Hassi Bahbah.

## Potentialités touristiques

### Sites
- Gravures rupestres de Zaccar
- Vestiges romains de Messaad
- Le rocher de Sel
- La forêt de Senalba
- Le chott Zahrez Gharbi
- Le cordon dunaire de Hassi Bahbah

### Artisanat
Le travail de la laine et le tissage des kachabias; tapis et burnous de la région de Messaad sont réputés.